# Georgetown County
Georgetown County är ett administrativt område i delstaten South Carolina, USA. År 2010 hade countyt 60 158 invånare. Den administrativa huvudorten (county seat) är Georgetown. 

## Geografi
Enligt United States Census Bureau så har countyt en total area på 2 681 km². 2 111 km² av den arean är land och 570 km² är vatten. 

### Angränsande countyn
- Marion County, South Carolina - nord
- Horry County, South Carolina - nordöst
- Berkeley County, South Carolina - sydväst
- Charleston County, South Carolina - sydväst
- Williamsburg County, South Carolina - nordväst